# Бєлов Володимир Сергійович (шахіст)
Володимир Бєлов (рос. Владимир Белов; 6 серпня 1984, Кіржач) — російський шахіст, гросмейстер від 2003 року.

## Шахова кар'єра
1996 року представляв Росію на чемпіонаті світу серед юнаків до 12 років на Менорці, посівши місце в першій десятці. Значних успіхів на міжнародній арені досягнув у перших роках XXI століття. 2000 року поділив 1-ше місце в Ано-Ліосія (разом з в тому числі Володимиром Бакланом, Хрістосом Банікасом i Леонідом Юдасіним) а також посів 2-ге місце (після Звіада Ізорії) на Кубку Каспарова в Москві, 2001 року поділив 2-ге місце (позаду Михайла Кобалії) на меморіалі Михайла Чигоріна в Санкт-Петербургу. Далі щороку досягав таких успіхів:
- поділив 2-ге місце на меморіалі Якова Естріна в Москві (2002, після Руфата Багірова, разом з Сергієм Григор'янцем),
- посів 1-ше місце на меморіалі Фелікса Пріпіса в Москві (2002),
- поділив 1-ше місце в Коринфі (2004, разом з в тому числі Сергієм Волковим, Константіном Лупулеску, Васіліосом Котроніасом, Мілошем Перуновичем i Йоаннісом Ніколаїдісом),
- посів 1-ше місце в Салоніках (2004),
- посів 1-ше місце в Гастінґсі (2004/2005),
- посів 1-ше місце в Есб'єргу (2005, турнір Кубок Північного моря),
- посів 2-ге місце в Ювяскюляі (2005, позаду Михайла Ричагова),
- посів 8-ме місце в особистому заліку чемпіонату Європи в Кудашасах (2006)[2],
- поділив 2-ге місце на меморіалі Михайла Чигоріна в Санкт-Петербурзі (2006, після Дмитра Бочарова),
- посів 1-ше місце в Білі (open, 2008),
- поділив 1-ше місце в Санкт-Петербурзі (2008, меморіал М. Чигоріна, разом з Фаррухом Амонатовим i Валерієм Поповим),
- поділив 1-ше місце в Звенигороді (2008, разом з Антоном Шомоєвим, Дмитром Бочаровим, Євгеном Наєром i Фаррухом Амонатовим).

У 2007 році виступив на кубку світу, в 1-му колі вибив Олександра Халіфмана, але в 2-му поступився Дмитру Яковенку.
Найвищий рейтинг Ело дотепер мав станом на 1 листопада 2010 року, досягнувши 2641 пунктів, посідав тоді 25-е місце серед російських шахістів.

## Зміни рейтингу
| На цьому місці має відображатися графік чи діаграма, однак з технічних причин його відображення наразі вимкнено. Будь ласка, не видаляйте код, який викликає це повідомлення. Розробники вже працюють для того, щоби відновити штатне функціонування цього графіка або діаграми. | |
| | На цьому місці має відображатися графік чи діаграма, однак з технічних причин його відображення наразі вимкнено. Будь ласка, не видаляйте код, який викликає це повідомлення. Розробники вже працюють для того, щоби відновити штатне функціонування цього графіка або діаграми. |